# Antonio Haro
Antonio Haro Oliva (Città del Messico, 26 ottobre 1910 – Città del Messico, 22 settembre 2002) è stato uno schermidore messicano.

## Biografia
Ha partecipato ai Giochi della X Olimpiade di Los Angeles nel 1932, ai Giochi della XI Olimpiade di Berlino nel 1936, ai Giochi della XIV Olimpiade di Londra nel 1948 ed ai Giochi della XV Olimpiade di Helsinki nel 1952.

## Palmarès
In carriera ha conseguito i seguenti risultati:
- Giochi Panamericani:

Città del Messico 1955: oro nella sciabola individuale.